# 紀谷昌彦

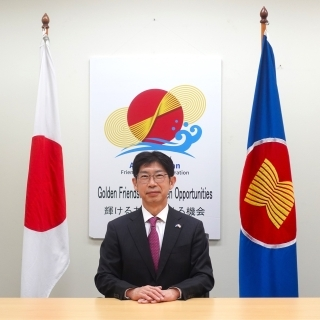
外務省より公表された公式肖像画像

紀谷 昌彦（きや まさひこ、1964年 - ）は、日本の外交官。駐南スーダン特命全権大使や、外務省中東アフリカ局アフリカ部参事官、シドニー総領事等を経て、東南アジア諸国連合日本政府代表部大使。

## 人物
北海道出身。1986年度（昭和61年度）外務公務員採用I種試験合格。1987年東京大学法学部卒業、外務省入省、国連政策課。イギリス研修(ケンブリッジ大学歴史学部国際関係論修士及び同大学法学部国際法修士)、在ナイジェリア日本国大使館、防衛庁防衛局運用課、外務省欧亜局西欧第二課、外務大臣官房会計課、外務省経済局国際経済第二課を経て、2000年在アメリカ合衆国日本国大使館書記官。2003年在バングラデシュ日本国大使館参事官。2006年外務省総合外交政策局国連政策課国際平和協力室長。2008年外務省総合外交政策局国連企画調整課長。2010年防衛省地方協力局提供施設課長。2012年在ベルギー日本国大使館参事官。2013年在ベルギー日本国大使館公使。2015年から駐南スーダン特命全権大使を務め、国際協力などにあたった。2017年外務省中東アフリカ局アフリカ部兼国際協力局参事官。2019年シドニー総領事。2022年、東南アジア諸国連合日本政府代表部大使。

## 同期
- 阿部康次（22年：駐マダガスカル大使（コモロ兼轄）、19年：フランス公使）
- 飯島俊郎（19年：宮内庁式部副長、18年：経済局審議官、16年：総合外交政策局参事官）
- 石塚英樹（23年：ジョージア大使）
- 伊澤修（25年:北大西洋条約機構（NATO）日本政府代表部大使 22年：セネガル大使）
- 植野篤志（22年：カンボジア大使、20年：国際協力局長）
- 岡野正敬（25年:国家安全保障局長 23年：外務事務次官、22年：内閣官房副長官補、21年：総合外交政策局長、19年：国際法局長）
- 小和田雅子（皇后雅子）（19年：立后、93年：皇太子妃冊立）
- 志野光子（24年：ドイツ大使、22年：国際連合日本政府代表部特命全権大使、21年：儀典長）
- 柴田裕憲（23年：エチオピア大使、20年国際協力機構理事）
- 高橋克彦（24年:政府代表・特命全権大使（国際経済・貿易担当ほか） 21年：マレーシア大使、19年：中東アフリカ局長）
- 塚田玉樹（23年：イラン大使、20年：米国特命全権公使、19年：地球規模課題審議官）
- 津川貴久（23年：農畜産業振興機構理事、20年：ベナン大使）
- 中川弘一（22年：在コルカタ総領事）
- 中川勉（23年：アフリカ連合代表部大使、21年：出入国在留管理庁審議官、18年：デトロイト総領事）
- 中田昌宏（22年：スイス公使）
- 中村和人（24年:キューバ大使 22年：ニカラグア大使）
- 中村耕一郎（24年：エストニア大使、21年：内閣情報調査室内閣衛星情報センター分析部長、18年：ウラジオストク総領事）
- 早川修（24年：ドミニカ共和国大使、22年：立命館アジア太平洋大学教授）
- 樋口義広（19年：マダガスカル大使）
- 松浦博司（24年：ケニア大使、20年：イギリス公使）
- 松田弥生（05年：弁護士）
- 丸山浩平（22年：在バンクーバー総領事、19年在釜山総領事）
- 本清耕造（24年：メキシコ大使、21年：在ジュネーブ国際機関日本政府代表部次席常駐代表、20年：軍縮不拡散・科学部長）
- 山内弘志（22年：アルゼンチン大使、21年：国際情報統括官）

## 著書
- 『南スーダンに平和をつくる』ちくま新書 2019年
- 『私たちが国際協力する理由 人道と国益の向こう側』（共著）日本評論社 2019年